# Коновалец, Евгений Михайлович
Евге́ний Миха́йлович Конова́лец  (укр. Євге́н Миха́йлович Конова́лець; 14 июня 1891, Зашков — 23 мая 1938, Роттердам) — видный деятель украинского националистического движения 1920—1938 годов, участник Первой мировой войны и Гражданской войны на Украине. 
Фенрих (прапорщик) вооружённых сил Австро-Венгрии (1914), полковник армии УНР (1918). Руководитель Украинской войсковой организации и Провода украинских националистов (с 1927), соучредитель и глава Организации украинских националистов (1929—1938). В эмиграции получил паспорт гражданина Литвы, пользовался негласной поддержкой ряда спецслужб в борьбе с Польшей — в первую очередь, Германии и Литвы.
Убит в Роттердаме (Нидерланды) сотрудником НКВД Павлом Судоплатовым. 

## Биография

### Ранние годы
Родился в селе Зашков Львовского уезда Королевства Галиции и Лодомерии Австро-Венгрии. Отец, Михаил Коновалец, был директором и преподавателем местной народной школы.  В семье было ещё два сына — Мирон и Степан.
Окончил двухлетнюю народную школу в родном селе. Полное начальное образование получил в украинской четырёхлетней начальной школе при учительской семинарии. Окончив в 1909 году Львовскую академическую гимназию, где учился в «Б» классе, поступил на юридический факультет Львовского университета. Уже в студенческие годы принимал активное участие в общественно-политической деятельности. Участник I-го (1909) и II-го (1913) студенческих съездов.
В 1912 году стал секретарём львовского отделения организации «Просвита». В 1913 году был выбран в состав главного правления Украинского студенческого союза, где входил в национально-демократическую секцию. Вскоре стал членом молодёжной фракции Украинской национально-демократической партии. В 1913 году познакомился с Дмитрием Донцовым, чьи работы впоследствии оказали большое влияние на идеологию украинского национализма.
С началом Первой мировой войны 2 августа 1914 года был мобилизован (по другим данным — пошёл добровольцем) в австрийскую армию — в 19-й полк Краевой обороны Львова (местный ландвер), получил офицерский чин прапорщика. В 1915 году попал в плен в ходе боёв на горе Маковка. В 1915—1917 годах содержался в лагерях для военнопленных в районе Чёрного Яра и Царицына. После Февральской революции 1917 года совместно с другими пленными из Галиции (среди них — Андрей Мельник, Михаил Матчак, Василий Кучабский, Иван Чмола) вёл активную пропагандистскую работу среди пленных украинцев-галичан. Утверждается, что также занимался агитацией и среди солдат-украинцев расположенных рядом с лагерем воинских частей Русской армии.
В сентябре 1917 года покинул лагерь и добрался до Киева, где в октябре — ноябре совместно с Романом Дашкевичем и другими членами Галицко-Буковинского комитета сформировал из бывших пленных галичан Галицко-Буковинский курень сечевых стрельцов в составе полка имени гетмана Петра Дорошенко.
Через неделю после Октябрьской революции, 31 октября (13 ноября), отряды Центральной рады взяли под свой контроль власть в Киеве. 7 (20) ноября Центральная рада провозгласила Украинскую народную республику (УНР).

### Участие в Гражданской войне на Украине
22 января 1918 года Центральная рада провозгласила независимость УНР. В это время Коновалец уже возглавлял отдельный курень сечевых стрельцов. В конце января — начале февраля сечевики совместно с Гайдамацким кошем Слободской Украины под командованием С. Петлюры жестоко подавили восстание рабочих завода «Арсенал» в Киеве, активно действовали в уличных боях на стороне Центральной рады против красногвардейцев и рабочих дружин, а позднее участвовали в боях против советских войск на подступах к городу и прикрывали отход Центральной рады из Киева в Житомир. За проявленную доблесть Коновалец был произведён в полковники.
После того, как в марте 1918 года на Украину были введены немецкие оккупационные войска, сечевым стрельцам была поручена охрана правительственных зданий и поддержание порядка в столице. 10 марта курень был развёрнут в полк сечевых стрельцов, считавшийся одной из наиболее боеспособных частей армии УНР.
29 апреля на Украине произошёл переворот, в результате которого при поддержке оккупационных войск к власти пришёл гетман П. П. Скоропадский. Центральная рада была разогнана, а сечевые стрельцы по требованию германского командования — разоружены и расформированы.
В конце августа Коновалец получил от гетмана Скоропадского разрешение на формирование в Белой Церкви под Киевом Отдельного отряда сечевых стрельцов (численностью до 900 человек) в составе Вооружённых сил Украинской державы. Командование созданной части было настроено оппозиционно по отношению к гетману, но до поры до времени сохраняло верность данной гетману присяге. Тем не менее в начале ноября заговорщики из Украинского национально-государственного союза склонили Коновальца к тому, чтобы присоединиться к антигетманскому восстанию и первым выступить против Скоропадского.
Сечевые стрельцы под командованием Коновальца разбили под Мотовиловкой верные гетману войска. В ходе боёв за Киев в ноябре-декабре Отдельный полк сечевых стрельцов был развёрнут в дивизию, а 3 декабря — в Осадный корпус сечевых стрельцов (насчитывал в своих рядах ок. 20 тыс. человек). 19 декабря 1918 года власть перешла в руки Директории УНР, возглавляемой Владимиром Винниченко и Симоном Петлюрой. В тот же день Коновалец декретом Директории был произведён в казачьи атаманы.
В начале 1919 года Коновалец возглавил дивизию сечевых стрельцов и в течение года руководил ею в боях против советских и деникинских войск. В декабре 1919 года, в связи с принятием правительством УНР решения о расформировании регулярной армии УНР, Коновалец отдал приказ о роспуске вверенных ему частей.
Вместе с бывшими подчинёнными он был интернирован в польском лагере для военнопленных в Луцке. Весной 1920 года, освободившись из лагеря, перебрался в Чехословакию.

### Во главе УВО и ОУН
1920-е
В конце июля — начале августе 1920 года при непосредственном участии Коновальца в Праге была создана Украинская военная организация (УВО) — нелегальная националистическая организация, провозгласившая своей целью создание соборного самостоятельного украинского государства на этнических украинских землях, которые после Первой мировой войны оказались разделены между Польшей, СССР, Румынией и Чехословакией. Активное участие в создании УВО принимали бывшие соратники полковника Коновальца по Осадному корпусу Андрей Мельник, Василий Кучабский, Роман Сушко, Омелян Сеник и др.
В сентябре 1920 года во Львове был сформирован временный орган — Начальная коллегия УВО, которая с прибытием во Львов полковника Коновальца (июль 1921 года) была реорганизована в Начальную команду — руководящий орган УВО во главе с полковником Коновальцем и начальником штаба полковником Отмарштайном.
К тому времени, когда полковник Коновалец в июле 1921 года прибыл во Львов, эмигрантское правительство УНР (Симон Петлюра) уже вело подготовку ко вторжению на территорию УССР с целью организации «всенародного восстания против большевиков». «Повстанческий штаб» возглавлял генерал УНР Юрий Тютюнник. Коновалец предложил Тютюннику помощь живой силой, а также разведывательной информацией о положении на советской территории, которой уже располагала разведывательная секция УВО во главе с Романом Сушко. «Повстанческим штабом» были сформированы две группы общей численностью до 2 тыс. человек, вторгшиеся на территорию УССР. Для организации разведывательной и иной подрывной деятельности на территории УССР начальник разведки УВО Р. Сушко и начальник штаба УВО Ю. Отмарштайн перешли границу в составе вторгшихся отрядов. Уже в ноябре, однако, советские войска нанесли сокрушительное поражение участникам «освободительного рейда».
Советское правительство заявило Польше решительный протест, ссылаясь на положения Рижского мирного договора. В связи с этим руководство Польши отказало Петлюре в поддержке его враждебной деятельности против УССР. Вскоре после этого Петлюра покинул Польшу.
Назначив Андрея Мельника руководителем УВО в Галиции, Коновалец также покинул Польшу, перебазировав руководство УВО в Берлин. Митрополит УГКЦ Андрей Шептицкий, который с самого начала был в курсе создания и деятельности УВО, при личной встрече посоветовал Коновальцу обратить пристальное внимание на Германию и искать контакты с германскими кругами. Весной 1922 года в Германии Коновалец провёл переговоры с руководителем абвера полковником Гемппом и дал письменное обязательство передавать в распоряжение немецкой разведки собираемую УВО разведывательную информацию о польской армии в обмен на финансирование. Ежемесячные выплаты, по германским сведениям, достигали 9 тысяч рейхсмарок. Абвером было создано «Бюро по подготовке войны с помощью национальных меньшинств», а также сформирован специальный фонд, через который финансировались различные организации за пределами Германии, в том числе УВО, а позднее и ОУН. Бывший офицер сечевых стрельцов Рико Ярый («Карпат»), являвшийся правой рукой Коновальца и содействовавший установлению контактов между Коновальцем и германским генштабом, стал помощником руководителя «Бюро».
По требованию абвера центр деятельности УВО был перенесён на западноукраинские земли. Коновалец определил новые задачи УВО следующим образом: «Теперь, когда Польша подписала мирный договор с Советской Украиной, ситуация заставляет нас поднять знамя борьбы против Польши. В противном случае мы потеряли бы влияние не только на Родине, но и в лагерях военнопленных, где каждый наш солдат горит огнём мщения за оккупацию пилсудчиками Восточной Галиции и Волыни. Однако нашим смертельным врагом остается большевизм. Борьбу с поляками мы будем вести постольку, поскольку они сами будут вынуждать к этому».
УВО вела активную пропагандистскую работу, провоцирующую украинское население Галиции к саботажу действий польского правительства — переписи населения, уплаты налогов, призыва в польскую армию, выборов в сейм и сенат. Члены УВО осуществляли поджоги и взрывы бомб, выводили из строя линии связи, организовывали «экспроприации» имущества и политические убийства. Первым террористическим актом УВО ещё в сентябре 1921 года стало неудавшееся покушение на Ю. Пилсудского, после которого Коновалец был вынужден навсегда покинуть Польшу.
14 марта 1923 года Совет послов Антанты принял решение оставить Западную Украину под управлением Польши, что привело к растерянности в рядах УВО, угрозе распада организационных ячеек в Галиции и потери их разведывательных возможностей, что могло бы привести к прекращению финансирования немецкими спецслужбами. В связи с этим летом 1923 года Коновалец собрал в Праге совещание руководящего состава галицийского подполья, на котором сделал доклад о международной ситуации. Суть доклада сводилась к необходимости искать реальные силы, на которые украинское националистическое подполье могло бы опереться в борьбе против СССР и Польши за отторжение украинских территорий. Коновалец сообщил собравшимся, что он заключил соглашение с германским руководством и генштабом германской армии о помощи украинским националистам в осуществлении планов создания самостоятельного украинского государства. В связи с этим было заявлено о необходимости ориентироваться на Германию как на единственную страну, которая осуществит агрессию против СССР и Польши, и принять активное участие на стороне Германии в борьбе с её врагами. В докладе Коновальца говорилось о том, что «УВО полностью подпадает под влияние германской разведки и предоставляет в её распоряжение свой разведывательный аппарат, средства пропаганды, кадры террористов и боевые силы, находящиеся в Польше, Советской Украине и в других странах».
Как пишет канадский историк Орест Субтельный в своей книге «Україна. Історія», «Организация, которая по приблизительным данным насчитывала 2 тысячи членов, имела связи как с восточно-, так и с западноукраинскими эмиграционными правительствами и получала тайную финансовую помощь от западноукраинских политических партий». В 1923 году, когда положение УВО резко изменилось в связи с признанием на международном уровне законности присоединения Галиции к Польше, «Коновалец обратился за финансовой и политической помощью к иностранным государствам, прежде всего врагам Польши — Германии и Литве».
Любопытно, что примерно в то же время так называемая «галицкая группа Петрушевича» через советское полпредство в Берлине обратилась за финансовой помощью к руководству УССР в обмен на признание советской власти на Украине. Советские власти отказали в предоставлении помощи, принимая во внимание информацию о контактах Петрушевича и Коновальца с британской и польской разведками (по другим данным, такая помощь время от времени предоставлялась).
С 1923 года была установлена связь УВО со спецслужбами Литвы, которая в межвоенный период претендовала на Виленский край, захваченный Польшей. С 1925 года в Ковно (Каунасе) находилась резидентура УВО под кодовым названием «Левника». В Литве печатали националистический журнал «Сурма», брошюры антипольского и антисоветского содержания. Боевики УВО действовали под прикрытием литовских документов (сам Коновалец также имел литовский паспорт). В 1926 году благодаря информации УВО литовским властям стало известно о планах Польши по оккупации Литвы. Люди Коновальца также содействовали переброске в Литву двух подводных лодок, закупленных в Германии. Представителем Коновальца в Литве был Осип Ревюк («Бартович»), поддерживавший контакты с МИД Литвы и ежеквартально получавший от литовского правительства около 2000 долларов США.
Тем временем на территории Польши в 1924—1925 годы ячейки УВО активизировали «экспроприации польского имущества», для осуществления которых краевой комендант УВО Юлиан Головинский создал «Летучую бригаду», занявшуюся нападением на почтовые кареты, почтовые отделения и банки. Польской полиции удалось ликвидировать «Летучую бригаду» лишь к концу 1925 года. 19 октября 1926 года во Львове был убит польский школьный куратор Я. Собинский. Убийство совершил боевой референт УВО в крае Роман Шухевич. 1 ноября 1928 года боевики УВО устроили вооружённую провокацию во время демонстрации к 10-летию провозглашения ЗУНР, в ночь с 1 на 2 ноября устроили взрыв у польского памятника «защитникам Львова», зимой 1928 — весной 1929 года организовали ещё несколько взрывов.
В 1928 году, в связи с дипломатическим протестом польских властей, получивших доказательства связи УВО с немецкими спецслужбами, финансирование УВО было на несколько лет прекращено или уменьшено. За период с 1922 по 1928 годы УВО получила в обмен за свои услуги более 2 миллионов марок.
К концу 1920-х в украинских эмигрантских националистических кругах наметилась тенденция к объединению разрозненных сил в единую легальную политическую организацию, которая, по мысли её создателей, должна была бы уделять первостепенную роль не «боевым акциям», а идеологической работе с массами, не отказываясь при этом и от террора. В начале ноября 1927 года в Берлине прошла конференция украинских националистов, где было принято решение о слиянии различных групп в одну организацию. Единым координационным органом стал Провод украинских националистов (ПУН), который возглавил Евгений Коновалец. Окончательное объединение украинских националистических организаций произошло в конце января — начале февраля 1929 года в Вене на I Конгрессе (Сборе) украинских националистов. Здесь и была создана единая Организация украинских националистов (ОУН), разработана её структура и выдвинут лозунг «За Украинскую самостийную соборную державу!». Коновалец становится руководителем (укр. «провідник», «вождь») ОУН. С лёгкой руки оуновских пропагандистов, прежде всего Андриевского и Сциборского, его вскоре стали величать «единым вождём нации», а позднее и «главой государства».
Согласно решениям съезда, Украинская войсковая организация сохраняла свою формальную организационную самостоятельность и свой печатный орган «Сурма». Вся «боевая работа» (террористическая активность) должна была вестись только от лица УВО и её руководства, «дабы не чернить репутации ОУН как чисто политической организации». Статус ОУН был подтверждён на конференции руководства ОУН-УВО в Праге (июнь 1930). Коновалец принял решение, что УВО остаётся вооружённым отрядом ОУН, формально независимым от ОУН (на практике УВО и ОУН руководили одни и те же лица).
В одном из своих писем митрополиту Шептицкому Коновалец привёл следующие аргументы в пользу создания Организации украинских националистов: «Подготовка к священному крестовому походу против СССР пойдёт усиленными темпами. К этому походу должны подготовиться и мы. Немецкие друзья убеждают нас, что пока УВО будет только конспиративной террористической организацией, нечего думать о широкой политической акции в украинском деле. Террор должен быть, утверждают немцы, не целью, а средством, средством, которое при удачных аттентатах способствует подчинению масс, при неудачных отталкивает массы от неудачников. Массы представляют не субъект политики, а объект, который нужно завоевать всеми средствами, а завоевав, нужно держать в руках, используя их в своих политических целях. Следовательно, из этого выплывает тот первый вывод, что УВО нужно превратить в такую организацию, которая будет способной пользоваться в борьбе за массы и для своей политики всеми, а не одним только террористическим средством. Украинскую проблему следует брать в целом. В решении этой проблемы ни одно государство не заинтересовано так, как заинтересована Германия. К тому же ни одно государство, кроме Германии, и не способно решить эту проблему. И Германия решит эту проблему не сегодня, так завтра. Следовательно, из этого выплывает второй вывод, а именно: та украинская организация, которая борется за решение украинской проблемы в целом, должна действовать в полном согласии с соответствующими политическими факторами Германии и идти в фарватере её политики…»
1930-е

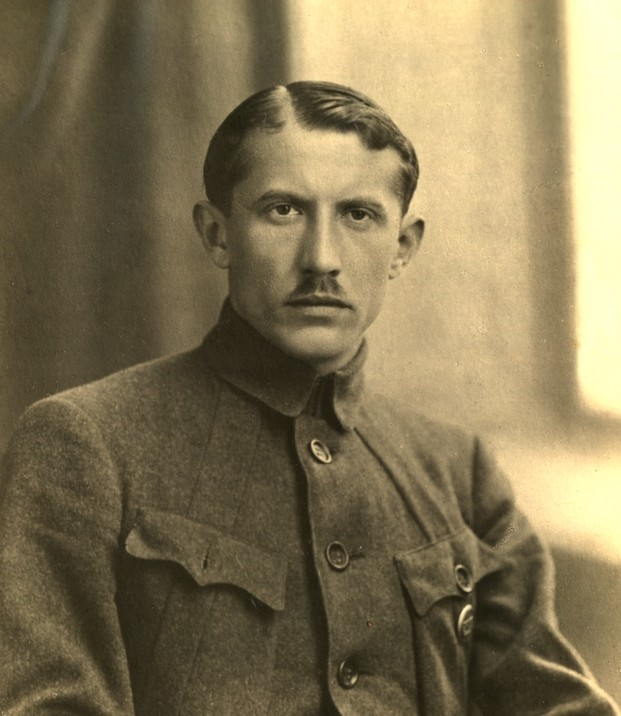
Евгений Коновалец - полковник корпуса Сечевых Стрельцов. Киев, 1918 г.

Попытка Коновальца закрепить за ОУН статус легальной политической организации украинских националистов в Польше, однако, оказалась неудачной — молодое поколение националистов, пришедшее в ОУН в 1929 году, превратило её в расширенную версию УВО. В каждом легальном действии они видели признак «предательства нации».
Основным регионом деятельности ОУН-УВО оставалась Восточная Галиция, а её руководящая структура здесь именовалась «Краевая Экзекутива ОУН на западно-украинских землях».
Весной 1929 года, с созданием ОУН и её Краевой экзекутивы, в Галиции был организован ряд массовых протестных акций, направленных на различные сферы отношений между польским государством и украинским национальным меньшинством. Активизировалась и деятельность, направленная на обеспечение финансового положения организации посредством вооружённых ограблений государственных и частных польских учреждений (прежде всего, почт и банков).
Во второй половине 1930 года ОУН инициировала антипольскую «Саботажную акцию». По сёлам Галиции прокатилась волна нападений на государственные учреждения, произошло свыше двух тысяч поджогов домов и имущества польских землевладельцев. В ответ на это с 14 сентября до конца ноября 1930 года польские власти предприняли ряд военно-полицейских мероприятий в Восточной Малопольше, известных как «пацификация», направленных на подавление антипольских террористических действий и актов саботажа. 29 августа 1931 года в Трускавце был убит посол сейма Т. Голувко — сторонник «польско-украинского компромисса».
В начале 1930-х годов на руководящие посты в Краевой экзекутиве ОУН на Западноукраинских землях выдвинулся Степан Бандера, с середины 1933 года — краевой проводник ОУН и краевой комендант УВО на Западноукраинских землях. С приходом Бандеры к руководству КЭ ОУН характер её боевых акций изменился. Экспроприации прекратились, упор был сделан на карательные акции и теракты против представителей польской государственной администрации, а также местных коммунистов, левых и просоветских деятелей, советских дипломатов. 3 июня 1933 года в Берлине на конференции Провода украинских националистов с участием членов КЭ ОУН было принято решение об организации покушения на советского консула во Львове. 21 октября 1933 года молодой националист Николай Лемик, явившийся в советское консульство во Львове, чтобы совершить покушение на консула, застрелил советского дипломатического работника А. П. Майлова. Высказываются предположения, что этот теракт мог быть инспирирован германскими спецслужбами с целью расстроить дипломатические отношения между Советским Союзом и Польшей.
Ещё одним резонансным преступлением, имевшим для КЭ ОУН тягчайшие последствия, стало убийство министра внутренних дел Польши Бронислава Перацкого. Согласно официальной истории ОУН, решение совершить политическое убийство в Варшаве было принято на специальной конференции в конце апреля 1933 года в Берлине, в которой приняли участие Коновалец, Рико Ярый и Ярослав Барановский от ПУН и Степан Бандера от КЭ ОУН как исполняющий обязанности краевого проводника.
Убийство Перацкого дало Польше повод выступить в Лиге Наций с предложением ввести международные санкции против терроризма, включая запрет на предоставление политического убежища террористам. В результате массовых арестов, последовавших за этим преступлением, всё региональное руководство ОУН в Галиции оказалось в заключении, и многие низовые организации прекратили своё существование.
ОУН и Третий рейх
По сведениям советской разведки, в начале 1930-х гг. Евгений Коновалец дважды лично встречался с Гитлером, который, в частности, предложил направить группу украинских националистов на обучение в нацистскую партийную школу в Лейпциге. По сведениям польской офензивы, первая такая встреча имела место ещё до прихода национал-социалистов к власти — в сентябре 1932 года. После встречи с Гитлером Коновалец в своей статье «Гитлер и украинское дело», напечатанной в газете УВО «На сторожi», призвал украинских националистов «стать густым казацким строем на стороне Гитлера, который создаст ворота на Восток».
Руководство НСДАП также проявило живой интерес к украинским националистам. Внешнеполитический отдел НСДАП во главе с А. Розенбергом собирал досье не только на лидеров националистических организаций, но и на их непосредственных руководителей из абвера. Как следует из документов этого отдела, в апреле 1933 года Коновалец и Ярый посетили редакцию газеты «Фёлькишер беобахтер» (главным редактором которой также был Розенберг). Коновалец рассказал о подрывной антисоветской деятельности своей организации и попросил о поддержке деятельности ОУН со стороны внешнеполитического ведомства НСДАП. Коновалец в ходе общения с деятелями НСДАП попытался дискредитировать своих возможных конкурентов из числа украинской эмиграции — в частности, гетмана Скоропадского и его сторонников.
Ещё в 1932 году в ходе встречи представителей германской разведки с Коновальцем было выработано негласное «джентльменское» соглашение о расширении сотрудничества, в том числе «и в военной области в случае войны с Польшей». После прихода Гитлера к власти отношения между ОУН и Германией становятся ещё теснее. Украинский вопрос входит в сферу интересов высшего руководства Третьего рейха. Коновалец писал своему душепастырю Андрею Шептицкому: «Всё идёт хорошо. Счастливое начало 1933 года создало условия, при которых наша освободительная акция каждый день набирает всё больший размах и силу. Время испытало нашу дружбу и сотрудничество с немцами и, испытав, показало, что, невзирая на многократные искушения поладить с поляками, мы избрали единственно правильную ориентацию. Этим мы обязаны исключительно вашей Экселенции… Я часто вспоминаю тот день, когда услышал от Вашей Экселенции слова о том, что рано или поздно международные факторы поручат именно немцам уничтожить большевистскую Россию… „Немцы являются самыми искренними друзьями Украины, — советовали Вы мне тогда, — с ними нужно искать контакт и сотрудничество“. Слова Вашей Экселенции были вещими… Да, Германия под руководством своего фюрера Адольфа Гитлера перед всем миром взяла на себя эту миссию. Почитаю за свою сыновнюю обязанность доложить вашей Экселенции о том, чего никто не знает, или знают только те, кто непосредственно прорабатывает планы и ведёт подготовку к осуществлению этой большой цели. В этой подготовке на нас возложена не последняя роль…».
С 1934 года ОУН переносит свою резиденцию в Берлин. В Германии создаются разведывательно-диверсионные курсы и школы для членов ОУН. По согласованию с Коновальцем, в предместьях Берлина были построены казармы для курсантов из числа украинских националистов.
В период определённого сближения между Германией и Польшей (1934—1938), связанного с подписанием в январе 1934 года Договора о ненападении между Германией и Польшей, абвер предпринял шаги по сдерживанию антипольской деятельности «группы Коновальца» и перенацеливанию её «исключительно против большевизма». Уже в декабре 1933 года Коновалец направил Бандере недвусмысленное указание прекратить любые акции против польской администрации. Несмотря на это, Краевая экзекутива ОУН в июне 1934 года осуществила убийство министра внутренних дел Польши Бронислава Перацкого, что дало повод обвинить Бандеру в самоуправстве. Известно, что после убийства Бронислава Перацкого немецкие власти провели обыски у берлинского представителя ОУН Рико Ярого и на некоторое время поместили его под арест, а укрывавшегося на территории Германии Миколу Лебедя выдали Польше.
После аншлюса Австрии ОУН получила для своих нужд замок близ села Зайберсдорф в районе Винер-Нойштадта к югу от Вены. Здесь члены ОУН получили возможность пройти начальную военную подготовку, которая, по воспоминаниям Евгения Стахива, включала в себя «вопросы военной теории, немного стратегии, международной политики», а также лекции по националистической идеологии, которые читал Иван Габрусевич («Джон»). Физической подготовкой занимался Иван Стебельский. Комендантом замка был бывший сотник петлюровской армии. Общий контроль над подготовкой осуществлял Рико Ярый.

### Гибель
После теракта в советском консульстве во Львове, в ходе которого был застрелен секретарь Консульства СССР и сотрудник ИНО ОГПУ А. Майлов, председатель ОГПУ В. Р. Менжинский распорядился разработать план действий по нейтрализации террористических акций украинских националистов.
23 мая 1938 года Евгений Коновалец был ликвидирован Павлом Судоплатовым, сотрудником НКВД-НКГБ СССР (до 1934 г. — ОГПУ), внедрённым в организацию под видом активиста ОУН с Советской Украины. Коновалец погиб в Роттердаме (Нидерланды) от взрыва бомбы, замаскированной под коробку конфет, которую за несколько минут до случившегося он получил от «неизвестного человека» в ресторане гостиницы «Атланта». Тайну гибели Коновальца П. Судоплатов раскрыл лишь после распада СССР. Вплоть до этого момента, советская и постсоветская пропаганда утверждала, что Коновалец «чем-то не угодил своим хозяевам и был ими убит».
Похоронен на кладбище Кросвейк в Роттердаме.

## Семья
В 1922 г. женился во Львове на Ольге Стефановне Федак. Сын Юрий (1.1.1924, Берлин — 19.12.1958, Рим). На сестре Ольги Федак, Софии, был женат Андрей Мельник, ближайший соратник Коновальца.

## Память
- Евгению Коновальцу установлены памятники:
  - на его родине — в селе Зашкив Львовской области, рядом с домом-музеем[32];
  - в Ивано-Франковске 21 октября 2012 открыт бронзовый памятник-бюст, скульптор Игорь Семак;
  - в селе Старые Куты Косовского района Ивано-Франковской области, открытый 10 января 2010 г., скульптор Пётр Штаера;
  - в курортном местечке Моршин (близ с. Воля-Задеревацкая) Львовской области, открытый 14 октября 1997, скульптор В. Гурман;
  - в селе Воля-Задеревацкая Стрыйского района Львовской области на одной из белокаменных стел на аллее борцов за независимость Украины находится бронзовый барельеф Евгения Коновальца.
- Мемориальная бронзовая доска с его барельефом украшает стену одного из зданий во Львове.
- В г. Калуш Ивано-Франковской области 19 октября 2014 года, на одноимённой улице, на фасаде здания установлена мемориальная доска
- В Ивано-Франковске мемориальная доска с барельефом Коновальца висит на стене одного из домов на улице, названной в его честь.
- В литовском городе Каунас, на доме, в котором часто останавливался Коновалец, установлена мемориальная доска[33].
- Во многих населённых пунктах Украины есть улицы имени Коновальца.
- В Киеве на Троещине в его честь названа средняя школа № 263.
- В Киеве улицу Щорса переименовали на улицу Коновальца.
- В 2016 году его именем названа открывшаяся школа сержантского состава батальона «Азов» в Киеве.
- 20 мая 2016 года в Полтаве бульвар маршала Конева переименовали в бульвар Євгена Коновальця[34].
- 22 января 2017 года мемориальную доску Евгению Коновальцу открыли в Киеве по адресу улица Сечевых Стрельцов, 24[35].
- В Литве была учреждена памятная медаль Евгения Коновальца, посвящённая 100-летию восстановления государственности Литвы и 80-й годовщине смерти первого главы ОУН[36].

В 2021 на Украине отчеканена монета достоинством в 2 гривны с изображением Е.Коновальца.
В искусстве и литературе
- Коновалец является одним из героев романа «Країна Ірредента» Романа Иванычука.
- Биография изложена в книге Игоря Деревянного «Сила воли. Евгений Коновалец»[37].
- Итальянский писатель и журналист Рикардо Бондиоли посвятил ему книгу «Украина, история и душа великого народа» (итал. Ucraina, la storia e l’anima di un grande popolo, 1939)[38].
- 2018 года творческая группа Литовского общественного телевидения на основе архивных материалов приступила к съёмкам документального фильма, посвящённого Евгению Коновальцу[39].